# Кавурија
Кавурија је насеље у Италији у округу Ређо ди Калабрија, региону Калабрија.
Према процени из 2011. у насељу је живело 231 становника. Насеље се налази на надморској висини од 156 м.